# Матросское словцо
«Матросское словцо» (англ. Sailor Mouth) — 38-я серия американского мультсериала «Губка Боб Квадратные Штаны». Данный эпизод был создан в 2001 году и показан 21 сентября 2001 года на телеканале «Nickelodeon» в США.

## Сюжет
«Красти Краб» уже подошёл к закрытию, Губка Боб собирается уходить, но мистер Крабс приказывает ему вынести мусор на улицу. Когда Губка Боб заходит в заднюю часть ресторана, он внимательно изучает граффити на мусорном контейнере, среди которых находит странный отрывок «Крабс — это…». Когда Губка Боб читает последнее слово в отрывке, прибывший мусорщик испытывает отвращение к тому, что он употребляет это слово. Смущённый Губка Боб повторяет это новое слово прибывшему Патрику, который объясняет, что данное слово используется «для красоты разговора». После этого они начинают повторять его про себя и использовать в разговорах.
На следующий день Губка Боб приходит в «Красти Краб» и, используя это слово, шокирует посетителей. Губка Боб приветствует Патрика своим новым словом, и он делает то же самое. Затем Губка Боб делится этим словом со всеми остальными, произнося его по громкоговорителю. Однако посетители лишь ужасаются тому, что они слышат, и уходят. В туалете мистера Крабса уведомляют о пустом ресторане, и он выбегает в зал. Сквидвард объясняет, что Губка Боб и Патрик выучили новое слово и произнесли его на весь ресторан, заставив клиентов уйти. Мистер Крабс спрашивает, каким было новое слово Губки Боба и Патрика, и Сквидвард говорит его на ушко. Мистер Крабс сурово сообщает героям, что данное слово — одиннадцатое из тринадцати плохих слов, которые никогда не следует произносить (Сквидвард знает лишь 7 (в оригинале — 8), как отсылка к одному известному, что смешит Крабса). Узнав это, Губка Боб и Патрик обещают мистеру Крабсу, что никогда больше не будут его использовать.
Позже в доме Губки Боба, Губка Боб и Патрик играют в настольную игру «Змеи и Лестницы». Патрик продолжает двигаться вверх по лестницам, в то время как Губка Боб отправляется вниз по змеям. После своего проигрыша Губка Боб сердито выкрикивает ругательство, которое они обещали не говорить. Затем Патрик мчится донести мистеру Крабсу об этом, а Губка Боб пытается остановить его. Однако во время погони Патрик повторяет ругательство, давая Губке Бобу повод рассказать о нём. Губка Боб первым добирается до «Красти Краба» (из-за поворота грузовика с мороженым в другую сторону, на котором Патрик пытался ускориться) и бежит к мистеру Крабсу. Однако Губка Боб никак не может добраться до сути, давая Патрику время наверстать упущенное и добавить к этому шуму. После мистер Крабс прекращает их бессмысленные объяснения и приказывает высказать то, что они хотят сказать, и это, к ужасу Юджина, оказывается тем самым плохим словом. Разъярённый мистер Крабс выводит Губку Боба и Патрика наружу и велит им подождать. Опасаясь своего грядущего наказания, два друга извиняются друг перед другом и клянутся навсегда вычеркнуть это слово из своих уст. После этого мистер Крабс возвращается с банками краски для них, чтобы они в качестве наказания покрасили ресторан. Однако он ударяется ногой о камень и от боли выкрикивает все тринадцать ругательств, прикрытые различными звуками. Как только Губка Боб и Патрик подсчитывают плохие слова, они бегут к дому мамы мистера Крабса, чтобы рассказать о проступке её сына, а он гонится за ними, чтобы остановить их. Когда миссис Крабс открывает дверь, её встречает какофония ругательств троицы, отчего она теряет сознание. Мистер Крабс делает выговор Бобу и Патрику за то, что они употребляют такие слова в присутствии его матери. Однако мама Крабса быстро приходит в себя, ругает всех троих за то, что они «ругаются как матросы», и заставляет их красить свой дом.
Через некоторое время Бетси решает вознаградить их лимонадом, но на пути она натыкается ногой на камень и кричит от боли, что сопровождается звуком гудка, удивляя Крабса, Губку Боба и Патрика. Однако то, что они посчитали плохим словом, на самом деле является автомобильным гудком колымаги старика Дженкинса, заставляя героев смеяться.

## Роли
- Том Кенни — Губка Боб, Гарольд
- Билл Фагербакки — Патрик Стар
- Роджер Бампасс — Сквидвард, Том
- Клэнси Браун — мистер Крабс
- Мистер Лоуренс — старик Дженкинс
- Ди Брэдли Бейкер — мусорщик, пират
- Сирена Ирвин — Эвелин
- Пол Тиббит — Бетси Крабс

### Роли дублировали
- Сергей Балабанов — Губка Боб
- Юрий Маляров — Патрик Стар
- Иван Агапов — Сквидвард
- Александр Хотченков — мистер Крабс, Бетси Крабс
- Юрий Меншагин — старик Дженкинс, мусорщик, пират
- Нина Тобилевич — Эвелин
- Вячеслав Баранов — Гарольд, Том

## Производство
Серия «Матросское словцо» была написана Уолтом Дорном, Полом Тиббитом и Мерриуизер Уильямс; Эндрю Овертум взял роль анимационного режиссёра, главными раскадровщиками серии были Уильям Рейсс, Эрик Визе и Карсон Куглер. Впервые данная серия была показана 21 сентября 2001 года в США на телеканале «Nickelodeon».
Создатель мультсериала Стивен Хилленберг описал сюжет серии как «классическую вещь, через которую проходят все дети». Большая часть сюжета для этой серии была вдохновлена собственным опытом сценаристов из детства. В данном случае идея «Матросского словца» была вдохновлена историей из детства креативного режиссёра Дерека Драймона: «Когда-то я попал в беду из-за того, что произнёс слово на букву „F“ в присутствии моей мамы». Драймон сказал: «Сцена, где Патрик бежит к мистеру Крабсу, чтобы донести о проступке Губки Боба, а тот преследует его, в значительной степени так же, как это произошло в реальной жизни». Сцена, где мистер Крабс использует больше ненормативной лексики, чем Губка Боб и Патрик, также была вдохновлена «тем фактом, что мама Драймона разговаривала как матрос». Том Кенни, актёр озвучивания Губки Боба, рассказал, что они на самом деле импровизировали фальшивые ругательства, которые позже были подвергнуты цензуре глупыми звуковыми эффектами. Он шутливо добавил: «Я так сильно смеялся, что они записали меня, когда я лежал на полу звуковой кабинки». Сцена, где Губка Боб и Патрик играют в игру «Змеи и Лестницы» была трудна для съёмочной группы, поскольку многие кадры показывали определённые фигуры доски, меняющие своё местоположение. Изначально планировалось, что будет сцена, в которой Губка Боб скажет «Иди *звук дельфина* сам», а Патрик в ответ «*звук дельфина* ты тоже!». Однако он был удалён на этапе проверки, потому что это было бы неуместно для более молодой аудитории. На решение использовать дельфиньи звуки вместо традиционного звукового сигнала повлияли опасения по поводу пригодности эпизода для своей аудитории. Стив Хилленберг вспоминал в 2016 году: «Я предложил идею, где Губка Боб и Патрик выучили ругательство. Все сказали „нет“. Я даже не мог использовать звуковой сигнал, поэтому я использовал звук дельфина».
Серия «Матросское словцо» была выпущена на DVD-диске «SpongeBob SquarePants: Sea Stories» 5 ноября 2002 года. Она также вошла в состав DVD «SpongeBob SquarePants: The Complete 2nd Season», выпущенного 19 октября 2004 года, и «SpongeBob SquarePants: The First 100 Episodes», выпущенного 22 сентября 2009 года и состоящего из всех эпизодов с первого по пятый сезоны мультсериала.

## Отзывы критиков
«Матросское словцо» получило в целом положительные отзывы от поклонников, но было сильно раскритиковано критиками и родителями за присутствие ненормативной лексики. Эрик Визе, который раскадрировал серию, считает её своей любимой серией, главным образом из-за её случайного и сатирического характера, говоря: «Иногда „Губка Боб“ просто застаёт меня врасплох». Нэнси Бэйзил из «About.com» поставила серию на второе место в своём списке 10 лучших серий «Губки Боба». Она высоко оценила сюжет и назвал его «гениальным», потому что дети могут относиться к запрету использования бранных слов, а взрослые могут посмеяться над пародией на телевизионную цензуру. Пол Тиббит считает «Матросское словцо» второй своей любимой серией «Губки Боба». Актёр Крис Пайн также назвал «Матросское словцо» своей любимой серией в мультсериале.